# 楽池
楽 池（がく ち、生没年不詳）は、中国戦国時代の中山国の出身で宰相・将軍。1年ほどではあるが秦でも相邦の地位に就いている。
紀元前318年、楽池は秦の恵文王に相邦に任じられた。紀元前317年、楽池は相邦を解任され張儀が復帰し相邦に再任された。
紀元前314年、燕が子之の乱で内乱状態に陥った際、趙の武霊王は韓に人質となっていた公子職（後の燕の昭王）を帰国させた。この際、楽池が派遣され燕まで公子職を護送した。裴駰の『史記集解』では太子平が燕の昭王となり、公子職は王にならなかったと誤解している。